# Yōko Ishino
Yōko Ishino (いしの ようこ?)  (nacida el 20 de febrero de 1968) es una actriz y tarento japonesa. Ella nació en Ashiya, Hyōgo. 

## Carrera
Ishino debutó en 1985 como cantante pop, y apareció por primera vez en televisión en 1986. Su hermana mayor es Mako Ishino. Ishino también asistió a la Escuela Secundaria Horikoshi con la cantante idol Yukiko Okada

## Filmografía parcial
- 1995 - Godzilla vs. Destoroyah
- 2005 - Shichinin no Tomurai
- 2006 - Strawberry Shortcakes
- 2006 - Hayazaki no hana
- 2008 - Jirochô sangokushi